# マイケル・エネラモ
マイケル・エネラモ（Michael Eneramo、1985年11月26日 - ）は、ナイジェリア・カドゥナ出身の元同国代表サッカー選手。現役時代のポジションはFW。

## 経歴

### クラブ
ナイジェリアのカドゥナ州カドゥナにて生まれる。ナイジェリアのクラブチームロビ・スターズFCでユース時代を過ごし、チュニジアのエスペランス・チュニスでトップチームに所属したが出場機会は得られなかった。
2005-06シーズンはアルジェリアのUSMアルジェへと所属し試合出場を果たした。2007-08シーズンにもサウジアラビアのアル・シャバブ・リヤドへとレンタル移籍している。2008-09と2009-10シーズンには2シーズン連続のチュニジアリーグのリーグ得点王になっている。
2011年1月にスュペル・リグのスィヴァススポルに移籍。2シーズン過ごした後ベシクタシュJKに加入し、カルデミル・カラビュックスポルやイスタンブール・バシャクシェヒルFKに移籍した。
2015年1月7日、再びスィヴァススポルに加入した。

### 代表
2008年からナイジェリア代表にもたびたび招集を受けていたが、2010 FIFAワールドカップの代表には選ばれなかった。